# Sursumura affinis
Sursumura affinis là một loài chân đều trong họ Munnopsidae. Loài này được Malyutina miêu tả khoa học năm 2004.